# Jesús Díaz
Pour les articles homonymes, voir Diaz.
 (février 2015).
Jesús Díaz Rodríguez, né le 7 octobre 1941 à La Havane et mort le 3 mai 2002  à Madrid, est un écrivain, dramaturge et cinéaste cubain.

## Biographie
Fils d'un modeste praticien en pharmacie, il se voit obligé de travailler comme commis-voyageur en médecine, ce qui ne l'empêche pas de suivre des cours à l'école primaire et de passer son baccalauréat de Lettres à l'Institut d'Enseignement Secondaire de La Havane. Peu à peu, il participe activement à des activités politiques puisqu'il est incorporé dans la lutte étudiante active contre Fulgencio Batista, ce qui l'oblige à abandonner momentanément ses études secondaires. Durant la guérilla menée dans la Sierra Maestra, il obtient le grade de capitaine de l'Armée Rebelle. Avec le triomphe de la Révolution en 1959, il retourne à ses études et, une fois titularisé, il est incorporé à l'École de Philosophie et des Lettres de l'Université de La Havane. En 1961, il participe à la lutte menée contre les contre-révolutionnaires (bandidos) dans la Sierra del Escambray (Las Villas). Il a été élève en politique internationale dans un cours dispensé par le Ministère des Affaires Étrangères (1961-1962). En 1962, pendant la "crise d'octobre", il est mobilisé à la tête d'une compagnie de miliciens puis il travaille à la section Amérique latine de l'Institut Cubain d'Amitié avec les Peuples (I.C.A.P.) et de 1963 à 1971, il enseigne en tant que professeur de philosophie à l'Université de La Havane.
Après avoir dirigé la page culturelle du quotidien Juventud Rebelde en 1965-1966, il crée le supplément littéraire mensuel de ce journal, El Caimán Barbudo, qu'il dirige dans ses débuts (1966-1967). Menant de front ses activités littéraires et ses activités cinématographiques, sa vocation d'écrivain se manifeste par sa culture de la narration.
En 1966, il se fait connaître comme jeune conteur de la nouvelle génération d'écrivains post-révolutionnaires grâce à ses contes inspirés de ses combats, rassemblés sous le titre Los Años duros. L'œuvre obtient le prix du conte décerné par le concours annuel Casa de las Américas et, de ce fait, elle est publiée d'abord à dix mille exemplaires et est traduite en russe et en français. Basée sur l'un des contes du livre, il réalise sa première pièce de théâtre, Unos hombres y otros, montée pour la première fois dans la salle "El Sótano" la même année par Lilian Llerena et reprise en 1969 par Sergio Corrieri et le groupe Théâtre Escambray. La pièce obtient le premier prix du Festival latino-américain de théâtre. Pendant la même période, il est membre du conseil de rédaction de la revue théorique de sciences sociales, Pensamiento Crítico (1967-1971).
En 1967, il participe aux actes commémoratifs du cinquantième anniversaire de la Révolution russe, invité par l'Union des Écrivains Soviétiques et assiste, en 1968, au Congrès Culturel de La Havane. Cette même année, il devient militant du Parti Communiste de Cuba. Il a voyagé à Porto Rico, au Canada et au Chili en 1971 et a collaboré à différentes publications culturelles : Casa de las Américas, Bohemia, OCLAE (Cuba), La Rosa Blindada (Argentine), Partisans, Les Lettres Françaises (France).
En 1971, il crée une autre pièce de théâtre, Ustedes tienen la palabra, dont l'argument et le scénario ont été portés au cinéma par Manuel Octavio Gómez en 1973. L'inspiration du dramaturge rejoint celle du cinéaste, membre de l'Institut Cubain de l'Art et de l'Industrie Cinématographique (I.C.A.I.C.). En 1978, son film documentaire 55 hermanos obtient la Colombe d'Argent au Festival de Leipzig (Allemagne). La thématique du film est la même que celle de son livre apologétique, De la patria y el exilio, au titre significatif, qui a valu à l'auteur de remporter le prix de témoignage "Pablo de la Torriente Brau" de l'Union des Écrivains et Artistes de Cuba : l'auteur interroge les jeunes de la Brigade Antonio Maceo, venus visiter Cuba après quelque dix-huit ans d'exil.
En 1978, il rédige un autre recueil de nouvelles, Canto de amor y de guerra, gagne également le prix de la Critique et celui de l'Association de Cinéastes Colombiens au Festival de Cartagène et est invité à participer à la Semaine de la Critique du Festival de Cannes en 1979.
Jesús Díaz se fait connaître dans le monde cinématographique actuel grâce à Polvo rojo (1981) et Lejanía (1985) et a travaillé en tant que scénariste à Cuba, au Mexique, en Colombie, en Espagne et en Allemagne. En 1987, est publié à Madrid Las Iniciales de la tierra, acclamé internationalement comme le grand roman critique de la Révolution. En 1989, il publie un court roman intitulé Dígale que sí a su niño.
En 1992, il publie à Barcelone Las Palabras perdidas, roman finaliste du Prix Nadal, et fait connaître à Zurich son essai, "Los anillos de la serpiente", reproduit dans différents journaux d'Europe et d'Amérique et le condamnant à l'exil. Sa production littéraire a été traduite en allemand, en français, en suédois, en hollandais, en grec et en russe. Son roman La Piel y la máscara a été écrit et publié initialement à Berlin alors qu'il bénéficiait d'une bourse.
Vivant à Madrid depuis son exil, où il est professeur à l'École des Lettres, il dirige une nouvelle revue qu'il a fondée en 1996, Encuentro de la cultura cubana, et enseigne le cinéma à Berlin et à Rome. Jesús Díaz a, en particulier, donné des cours à l'Académie de Cinéma et de Télévision de Berlin (D.F.F.B.). Il publie également Dime algo sobre Cuba en 1998 (Parle-moi un peu de Cuba, Métailié, 2011), Siberiana en 2000 et Las cuatro fugas de Manuel en 2002. Jesús Díaz est décédé de mort subite le 3 mai 2002.